# Équipes Notre-Dame
Le Équipes Notre-Dame (sigla E.N.D.) sono un'associazione internazionale di fedeli di diritto pontificio.

## Storia

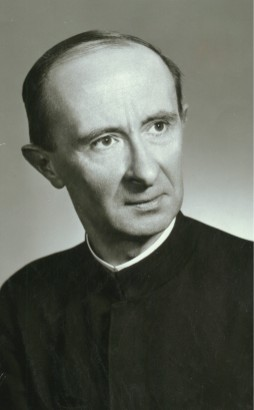
Henri Caffarel, fondatore delle Équipes Notre-Dame

Le origini dell'associazione risalgono agli anni '30 del Novecento, quando il sacerdote francese Henri Caffarel iniziò a organizzare incontri per coppie sposate desiderose di approfondire il significato del matrimonio sacramentale.
Il numero delle coppie crebbe rapidamente e l'opera si diffuse divenendo un movimento di spiritualità coniugale: l'8 dicembre 1947 fu promulgata la Carta delle Équipes Notre-Dame, dando formalmente inizio all'associazione.
Il Pontificio consiglio per i laici riconobbe le Équipe come associazione internazionale di fedeli di diritto pontificio il 19 aprile 1992.

## Attività e diffusione
Le Équipes Notre-Dame sono formate da coppie di coniugi che intendono perseguire la santità nel matrimonio cristiano e con il matrimonio cristiano e mettere il loro amore al servizio della Chiesa.
L'associazione è costituita da équipe che riuniscono tra le cinque e le sette coppie di coniugi tenute in contatto da una coppia di collegamento e assistite da un consigliere spirituale; le équipe sono riunite in settori, in regioni e, talvolta, in super-regioni. A livello internazionale, le équipe sono coordinate da un'Équipe internazionale costituita da coppie di sposi di diverse nazioni e assistita da un consigliere spirituale.
L'associazione conta circa 8 600 équipe ed è presente in 48 nazioni. La sede centrale dell'associazione è a Parigi.